# Кастельянос, Хосе Артуро
Хосе Артуро Кастельянос (исп. José Arturo Castellanos; 23 декабря 1893 года, Сан-Висенте, Эль-Сальвадор — 18 июня 1977 года, Сан-Сальвадор, Сальвадор) — военный и дипломат, в сотрудничестве с Дьёрдем Мандлом спасший жизнь более 25 тысяч евреев во время Холокоста. Кастельяноса называют сальвадорским Шиндлером. О его подвиге в США снят документальный фильм «Стеклянный дом».

## Биография
Хосе Артуро Кастельянос родился 23 декабря 1893 года в Сан-Висенте (Эль-Сальвадор) в семье генерала Абелино Кастельяноса и Изабель Контрерас.
Начал военную карьеру в 1910 году кадетом. Учился в военном колледже в Турине (Италия). К 1936 году за успехи в службе получил звание полковника и должность начальника Генерального штаба сальвадорской армии.
25 октября 1937 года был назначен Генеральным консулом Сальвадора в Ливерпуле (Великобритания), а с 9 мая 1938 года — в Гамбурге (Германия).
С 4 ноября 1941 года — Генеральный консул в Женеве.
В Женеве Кастельянос работал до 1945 года. После войны он жил в Сальвадоре.
Был женат на гражданке Швейцарии Марии Штюрман, имел трёх дочерей и двух сыновей.
Умер 18 июня 1977 года в Сан-Сальвадоре.

## Спасение евреев
Работая в Европе, Кастельянос познакомился с еврейским бизнесменом из Трансильвании Дьёрдем Мандлом. В 1939 году Мандл получил сальвадорское гражданство и пост почётного консула Сальвадора в Восточной Европе. В 1942 году ему удалось эмигрировать в Швейцарию, где Кастельянос назначил его на фиктивный пост первого секретаря посольства и «итализировал» его фамилию как Мантелло.
После этого они занялись выдачей фальшивых «сертификатов национальности» и брачных документов для евреев Германии и оккупированных нацистами стран Европы. Чтобы сделать документы более похожими на настоящие, на них ставились печати других консульств Женевы.
Большое количество этих документов, обеспечивавших защиту от депортации в нацистские лагеря, было направлено в Венгрию швейцарскому вице-консулу Карлу Лутцу, который прятал тысячи евреев на заброшенном стекольном заводе, получившим название «Стеклянный дом».
Вместе Кастельяносу и Мандлу удалось убедить чиновников в подлинности этих документов и привести доказательства, что в странах Европы якобы находится огромная сальвадорская диаспора. Нацисты не очень хорошо знали о Сальвадоре, и это помогло Кастельяносу обмануть их.
Всего было выдано около 40 тысяч документов, которые позволили спасти более 25 тысяч человек.
Одна из дочерей Кастельяноса Фрида Гарсиа вспоминала, что отец не считал, что он сделал что-то особенное.

«Он говорил, что любой на его месте сделал бы то же самое. Для него этот поступок не был героическим»

В 1972 году с Кастельяносом беседовал американский писатель Леон Юрис, желавший услышать его видение истории Холокоста. За год до смерти, в 1976 году, Кастельянос анонимно дал небольшое интервью на радио. Оба эти свидетельства прошли незамеченными общественностью.

## Признание
В апреле 1999 года Иерусалимский муниципалитет пригласил внучку Хосе Кастельяноса на праздник в честь открытия улицы Сальвадора.
История Кастельяноса получила международную известность благодаря фильму «Стеклянный дом», снятому в 2006 году в США режиссёром и продюсером Брэдом Марлоу.
В 2006 году Министерство иностранных дел Сальвадора, историк Моран Феракути, еврейская община Сальвадора и авторы фильма «Стеклянный дом» направили запрос в Институт Катастрофы и героизма Яд ва-Шем о присвоении Кастельяносу титула «Праведника народов мира». Министр иностранных дел Сальвадора Франсиско Лайнес, который в 2007 году находился с трёхдневным визитом в Иерусалиме, представил дополнительный отчёт о расследовании деятельности Кастельяноса представителям «Яд ва-Шем».
Почётный президент еврейской общины Сальвадора Клаудио Кан сказал:

«Полковник совершил великое дело и мы этим гордимся. Мы считаем важным, что оно получило международную известность» Оригинальный текст (исп.)El caso del coronel es tan grande que lo vemos con mucho orgullo. Creemos que es importante que se conozca el caso internacionalmente

15 июня 2008 года в посольстве Сальвадора в Вашингтоне состоялся вечер, посвящённый памяти полковника Кастельяноса.
В июле 2010 года Институт «Яд ва-Шем» присвоил Хосе Артуро Кастельяносу почётное звание Праведника народов мира. Торжественная церемония, связанная с вручением почётного диплома, прошла в Министерстве иностранных дел Сальвадора 27 июля.